# Svatopluk Svoboda
Svatopluk Svoboda (5. prosince 1886 Praha – 19. října 1971 Brno) byl československý gymnasta. Zúčastnil se Letních olympijských her 1920 v Antverpách a obsadil zde 4. místo v soutěži družstev mužů.